# Koboko
Pour les articles homonymes, voir Koboko (homonymie).
Koboko est un village de la Côte d'Ivoire situé au nord-est dans la région du Zanzan, à 20 km de Bondoukou, le chef-lieu de département.ce village est la capitale de L'Abacoman hini  et la Reine mère de la province Foumassa dans le royaume des Brong.
Sa population au nombre de 2000 habitants est composée de Koulango, d'Abron et de Dioula venus pour le commerce. L'activité principale est l'agriculture.
Il a deux écoles primaires de  plus de385 élèves, qui présente 45 élèves au CEPE et l'entrée en sixième ainsi qu'un centre de santé.
Le chef de village s'appelle KOFFI ABOULAYE DIABAGATE, il est aidé dans sa tâche par une équipe de notables dont un secrétaire du nom de Kouassi Jean-Marie le doyen EMILE KOUMAN intronisé Abacomzn hini de la province Foumassa depuis  le 1e juillet 2016.
Koboko est limité au sud par le village de Siago; au nord par Nangnogo, à l'est par Bouadam et Boudi à l'ouest par Karako.

D'après l'histoire racontée par les anciens du village et les dépositaires de sa sagesse, les premiers habitants seraient venus du ciel à partir d'une chaine (une échelle)qui est là dans ce village; l'endroit où la chaine a touché le sol s'appellerait SACKO, aujourd'hui un fétiche très puissant dans la région.
Koboko est aujourd'hui jumelé à Nassan .Un centre de santé ,un château d'eau en construction 'un marché 
De groupage des vivrière dont la première Pierre a été posée par m.le ministre gouvernement du district du zanzan est en voie de construction. Les lieux de culte : une église catholique et une mosquée longent la grande  voie d'Abidjan. Voulez vous des légumes rdv les lundis et les jeudis à partir de 16 heures. koboko attend avec une attention particulière l'extension du reseau électrique.  [réf. souhaitée]